# Dom Um Romão

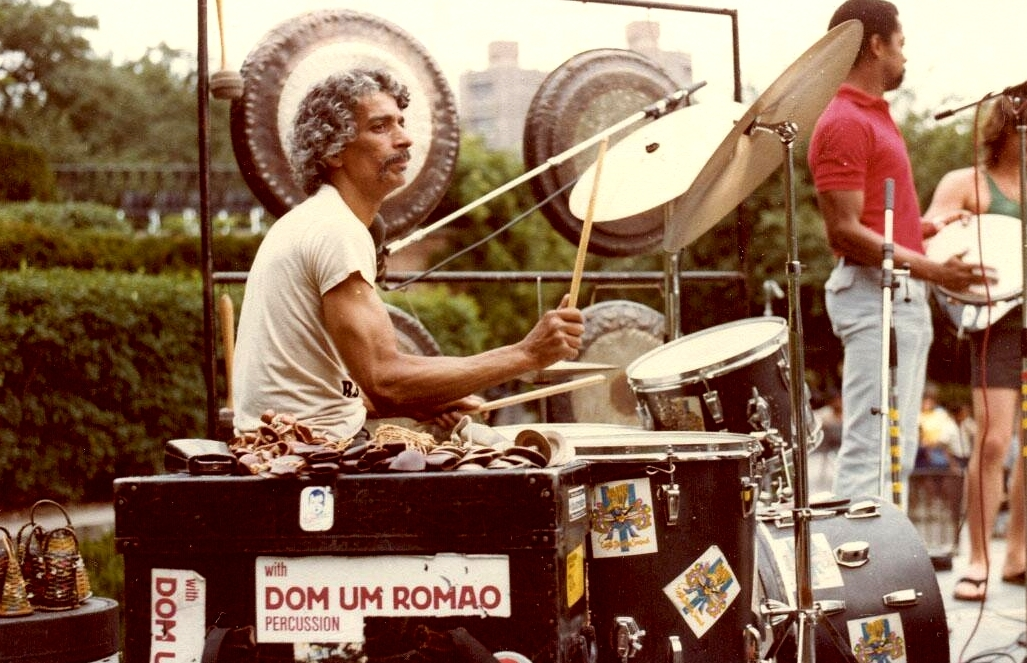
Dom Um Romão im Central Park (um 1980)

Dom Um Romão (* 3. August 1925 in Rio de Janeiro; † 27. Juli 2005 ebenda) war ein brasilianischer Schlagzeuger und Perkussionist. Er war Mitglied der Jazzrock-Gruppe Weather Report.

## Leben
Romão wurde 1925 in Rio de Janeiro als Sohn einer Portugiesin und eines Afrikaners geboren. Schon als kleiner Junge begleitete Dom seinen Vater (einen Schlagzeuger) zu Auftritten und baute das Schlagzeug auf und ab. Bereits mit zwölf Jahren wirkte er als Straßenmusiker und leitete später auch eigene Gruppen. Er begann seine professionelle Karriere Ende der 1940er-Jahre, als er bei Rádio Tupi als Schlagzeuger arbeitete und eine Vielzahl verschiedener Musiker begleitete. Mit Aufkommen des Bossa Nova wurde sein Name durch die Zusammenarbeit mit berühmten Musikern wie Elizeth Cardoso, João Gilberto, Antônio Carlos Jobim und Vinícius de Moraes bekannt.
Er begann mit der Gruppe von Sérgio Mendes zu spielen, die in einem historischen Konzert 1962 mit brasilianischer Musik die Carnegie Hall in New York eroberte. Mitte der 1960er-Jahre folgten Auftritte mit Elis Regina, dem Quarteto em Cy und Flora Purim.
Im Jahr 1965 zog er auf Empfehlung von Norman Granz in die USA, wo er als Studiomusiker arbeitete und an der Seite von Stan Getz, Cannonball Adderley, Tony Bennett, Robert Palmer, Blood, Sweat & Tears, Annette Peacock sowie mit den Exil-Brasilianern Luiz Bonfá, Astrud Gilberto und João Donato spielte. Zwei Jahre später war er an den Aufnahmen für das von der Kritik als bahnbrechend empfundene Album Francis Albert Sinatra & Antonio Carlos Jobim unter der Leitung von Claus Ogerman beteiligt. Im Jahr 1972 nahm er seine erste Schallplatte als Solist auf und ersetzte den Perkussionisten Airto Moreira bei der Gruppe Weather Report, bei der er bis 1976 blieb (Sweetnighter). Daneben arbeitete er mit Lloyd McNeill. 1976 trat er wieder zusammen mit Astrud Gilberto und Julie Janeiro in New York in einer Show „Eine Nacht voll Samba, Jazz und Capoeira“ auf. Er stellte so auch seine LP Hotmosphere vor. In New York führte er in den 1970/80er-Jahren zeitweise ein eigenes Musikstudio und einen Club (Black Bean).
Im Jahr 1977 kam Dom Um Romão aus gesundheitlichen Gründen in die Schweiz. Dort traf er Fredy Studer und arbeitete mit der Schweizer Jazzrock-Band OM zusammen. Er trat auch mit den „Percussion Profiles“ von George Gruntz auf. In dieser Zeit gab Dom Um Romão sein Können und seine Erfahrung in Europa im Rahmen von Workshops weiter. Bei dieser Arbeit unterstützten ihn u. a. der Bassist Miroslav Vitouš und der Vocalist Mario (Maro) Bogosavljevic. Über diese Arbeit berichtete der WDR in einer Sendung.
Es folgten Tourneen mit dem Dom Um Romão Quintett. Hier fanden sich eine Vielzahl international bekannter Spitzenmusiker in verschiedenen Besetzungen zusammen. Dom lebte zu dieser Zeit in Frankfurt am Main und unterrichtete auch in der Frankfurter Musikwerkstatt (FMW). Er spielte eine Platte mit Robert Palmer ein und arbeitete mit Christy Doran und mit Peter Schärli zusammen. Am Ende der 1980er-Jahre entstand dann in Deutschland und Brasilien eine atemberaubende Sambaproduktion, bei der Dom Um Romão seine Erfahrungen in Europa verarbeitete. Stücke wie Inez, EuroSamba und viele mehr wurden geboren. Dabei wurde er von brasilianischen Musikern (R. Nacimento, R. Franzesko, Jonas (Mo) Da Silva und Maro) und der extra aus New York gekommenen Sängerin Julie Janeiro begleitet. Bislang kam es nicht zur Veröffentlichung dieses Dokuments moderner Sambamusik.
Seit den 1990er-Jahren trat Dom Um Romão dann hauptsächlich in Brasilien auf und nahm dort verschiedene Schallplatten auf. Er zählt zu den profiliertesten Schlagzeugern und Perkussionisten Brasiliens.
Dom Um Romão starb im Jahr 2005 im Alter von 80 Jahren in Rio de Janeiro durch einen Schlaganfall.

## Diskografie (Auswahl)
- Dom Um (Phillips), 1965
- Dom Um Romão (Muse Records), 1972
- Spirit of times, 1973
- Hotmosphere, 1976
- unveröffentlicht: 1988 Dom Um Romao – Inez u. a. m. (Julie, Ronaldo, Maro, Mo, Pi und Dom)
- Saudades, 1993
- Rhythm traveller, 1998
- Lake of Perseverance, 2001
- Nu Jazz meets Brazil, (JSR/Irma)
- Teu nome Pixinguinha, 2002 (mit Marcelo Vianna)